# Lukáš Sadílek
Lukáš Sadílek (Uherské Hradiště, 23 de mayo de 1996) es un futbolista checo que juega en la demarcación de centrocampista para el AC Sparta Praga de la Liga de Fútbol de la República Checa.

## Selección nacional
Tras jugar con la selección de fútbol sub-16 de República Checa, la sub-17, la sub-18, la sub-19 y la sub-20 hizo su debut con la selección absoluta el 17 de junio de 2023 en un partido de clasificación para la Eurocopa 2024 contra Islas Feroe que finalizó con un resultado de 0-3 a favor del combinado checo tras los goles de Ladislav Krejčí y un doblete de Václav Černý.

## Clubes
| Club                      | País            | Año       | Partidos | Goles |
| ------------------------- | --------------- | --------- | -------- | ----- |
| 1. FC Slovácko            | República Checa | 2014-2016 | 23       | 0     |
| FK Baník Sokolov (cedido) | República Checa | 2016-2017 | 29       | 2     |
| 1. FC Slovácko            | República Checa | 2017-2022 | 160      | 20    |
| AC Sparta Praga           | República Checa | 2022-     | 134      | 8     |

## Palmarés

### Títulos nacionales
| Título                               | Club            | País            | Año  |
| ------------------------------------ | --------------- | --------------- | ---- |
| Copa de la República Checa           | 1. FC Slovácko  | República Checa | 2022 |
| Liga de Fútbol de la República Checa | AC Sparta Praga | República Checa | 2023 |
| Liga de Fútbol de la República Checa | AC Sparta Praga | República Checa | 2024 |
| Copa de la República Checa           | AC Sparta Praga | República Checa | 2024 |